# Бордюр (садівництво)

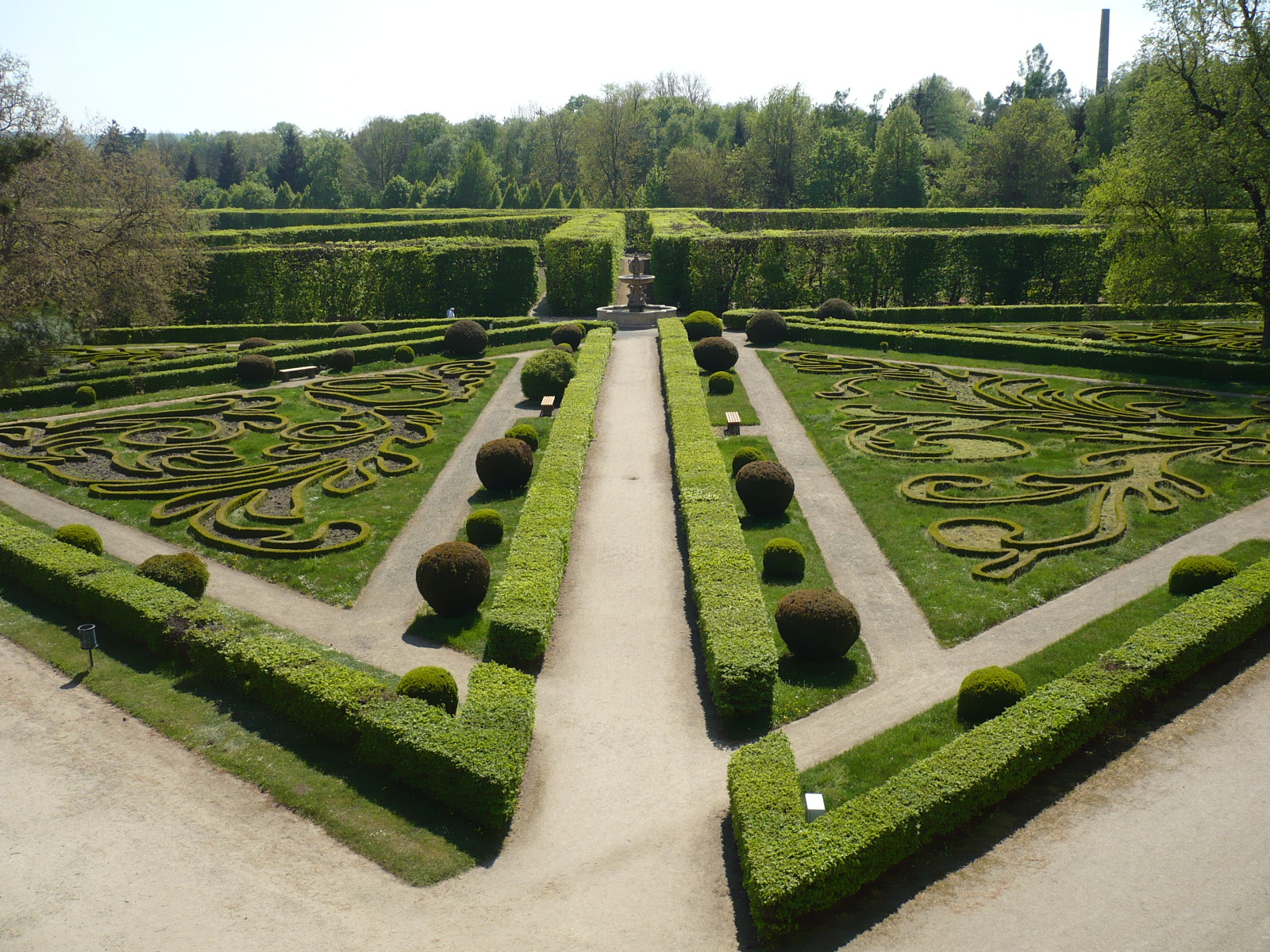
Бордюри по краях доріг в квітковому саду

Бордю́р — вузька смуга з низькорослих (заввишки до 1 м) деревних або трав'янистих рослин, оздоблює доріжки, квітники і  партери в парках і садах; вид  живоплоту  Бордюр - один із прийомів  садово-паркового мистецтва. Для бордюрів з чагарників використовують рослини з густим листям, що добре переносять стрижку (самшит, кизильник, бруслину,  тую,  бирючину); невисокі рослини (магонію падуболистну); гарно квітучі низькорослі сорти  спіреї, чубушника,  троянди, з трав'янистих — невисокі сорти чорнобривців, фіалок, півників.